# Драйч
Драйч (нім. Dreitzsch) — громада в Німеччині, розташована в землі Тюрингія. Входить до складу району Заале-Орла. Складова частина об'єднання громад Триптіс.
Площа — 7,29 км2. Населення становить 406 ос. (станом на 31 грудня 2021).